# San José de San Isidro
San José es un distrito del cantón de San Isidro, en la provincia de Heredia, de Costa Rica.

## Geografía
San José cuenta con un área de 11,37 km² y una altitud media de 1330 m s. n. m.

## Demografía
Para el año 2022, San José cuenta con una población estimada de 7922 habitantes, y para el último censo efectuado, en 2011, San José contaba con una población de 7447 habitantes.

## Transporte

### Carreteras
Al distrito lo atraviesan las siguientes rutas nacionales de carretera:
- Ruta nacional 32
- Ruta nacional 112